# Cricotopus spatulicornis
Cricotopus spatulicornis är en tvåvingeart som först beskrevs av Jean-Jacques Kieffer 1911.  Cricotopus spatulicornis ingår i släktet Cricotopus och familjen fjädermyggor. Inga underarter finns listade i Catalogue of Life.